# 브리검 영

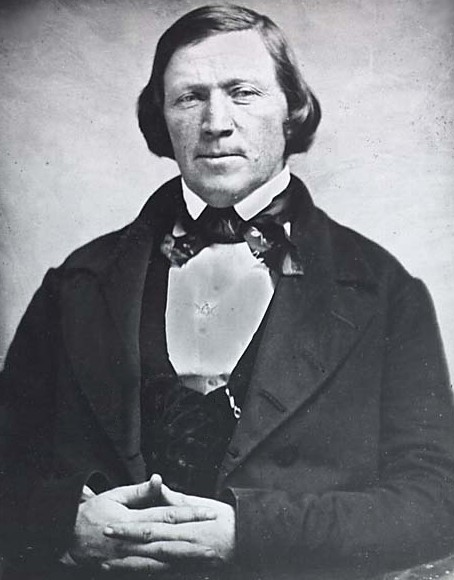
브리검 영

브리검 영(Brigham Young, 1801년 6월 1일 ~ 1877년 8월 29일)은 예수 그리스도 후기성도 교회의 제2대 회장이다.

## 생애
1801년 6월 1일, 버몬트주 윈드햄 군 휘팅햄의 농가에서 존과 애비게일 호우 영의 아들로 태어났다. 14세 때인 1815년 모친이 사망하자 스스로 생계를 꾸려나가기 시작했고 훗날 목수가 되었다. 1824년 10월 8일, 첫번째 부인 미리암 워크스와 결혼했으나 1832년 그녀가 갑작스럽게 사망하자 2년 뒤인 1834년 2월 18일, 두번째 아내인 메리 앤 앤젤과 결혼했다.
동부에서부터 종교의 자유를 찾아 1847년 7월 24일 그 당시 황무지였던 유타주 솔트레이크에 예수 그리스도 후기성도 교회의 성도들을 인도하여 이주하였고, 유타주 솔트레이크 시, 네바다주 라스베이거스 등 서부의 여러 도시들을 개척하고 난민들을 정착시켰다. 교육에 관심이 많았던 그는 유타 대학교와 현재의 브리검 영 대학교의 전신인 브리검 영 아카데미를 세웠다.
브리검 영은 미국판 모세 또는 위대한 개척자로 불린다. 그는 초기 교회 지도자로서 미국 동부의 종교적/정치적 박해로부터 수천 명의 난민들을 이끌고 미국서부의 변경을 횡단했다. 1847년, 후기성도 교회 개척자 선두 그룹이 2,100킬로미터에 달하는 대평원을 가로질러 솔트레이크 분지에 도착했을 때 브리검 영은 당시 황량하고 메마른 사막을 바라보며 “바로 이곳이다.”라고 선언했다.
그가 도착한 땅은 척박했지만 수로를 놓고 농토를 개간하여 성공적인 정착지를 개척했다. 브리검 영은 솔트레이크밸리로 모인 7만여명에 달하는 개척자들의 육로 이동을 지휘하고, 유타, 애리조나, 콜로라도, 캘리포니아, 아이다호, 네바다, 와이오밍, 심지어 지금의 캐나다 앨버타주 남부에 이르는 지역까지 400여개에 달하는 방대한 영토에 정착지를 세웠다.
브리검 영은 유타주 초대 준주지사를 역임하고, 유타 지역 인디언 사무국 초대 국장을 역임했다. 또한 미대륙 횡단 철로 공사 계약을 지원했으며, 미국 내 첫 번째 백화점인 Zions Cooperative Mercantile Institution(ZCMI)을 포함하여 금융업에서 상공업 등 다양한 분야의 산업 및 사업체를 설립 또는 설립을 지휘하였다.

## 같이 보기
- 예수 그리스도 후기성도 교회
- 모르몬
- 조셉 스미스

| 전임 조셉 스미스 2세 | 제2대 예수 그리스도 후기성도 교회 회장 1847년 - 1877년 | 후임 존 테일러 |